# Besar Halimi
Besar Halimi (ur. 12 grudnia 1994 we Frankfurcie nad Menem) – kosowski piłkarz występujący na pozycji pomocnika w polskim klubie Śląsk Wrocław, reprezentant Kosowa w latach 2016–2021.

## Kariera klubowa
Karierę piłkarską rozpoczął w juniorach klubu Eintracht Frankfurt, gdzie po dwóch sezonach odszedł do juniorów SV Darmstadt 98. W 2009 podjął treningi w 1. FC Nürnberg. Następnymi klubami zawodnika były kolejno: VfB Stuttgart, Stuttgarter Kickers, po których trafił do 1. FSV Mainz 05. Z Mainz był wypożyczony do FSV Frankfurt w sezonie 2015/16. W 2017 wypożyczono go do Brøndby IF.

## Kariera reprezentacyjna
Halimi rozegrał 3 spotkania w młodzieżowych reprezentacjach Niemiec (w roku 2011 dwa spotkania w U18, zaś w roku 2012 jedno spotkanie w U19).
3 czerwca 2016 zadebiutował w seniorskiej reprezentacji Kosowa.

## Sukcesy
Brøndby IF
- Puchar Danii: 2017/18